# Borohrádek
Borohrádek (en allemand : Heideburg) est une ville du district de Rychnov nad Kněžnou, dans la région de Hradec Králové, en République tchèque. Sa population s'élevait à 2 105 habitants en 2024.

## Géographie
Liberk se trouve à 16 km au sud-ouest de Týniště nad Orlicí, à 16 km au sud-ouest de Rychnov nad Kněžnou, à 23 km au sud-est de Hradec Králové et à 119 km à l'est de Prague.
La commune est limitée par Žďár nad Orlicí au nord, par Zdelov et Čermná nad Orlicí à l'est, par Horní Jelení au sud, et par Veliny et Poběžovice u Holic à l'ouest.

## Histoire
La première mention écrite de la localité date de 1342.

## Administration
La commune se compose de deux sections :
- Borohrádek
- Šachov

## Galerie

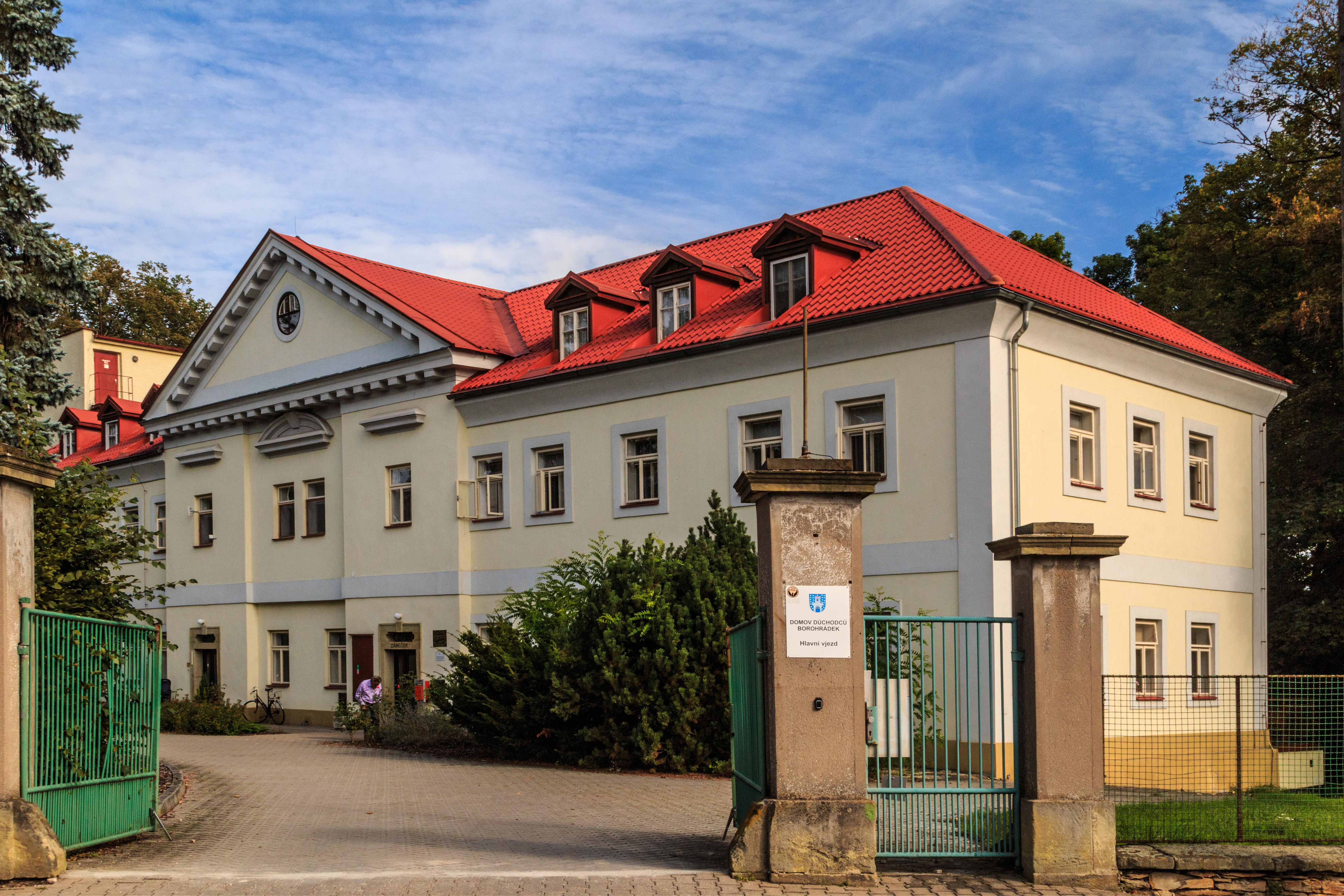
Château de Borohrádek.
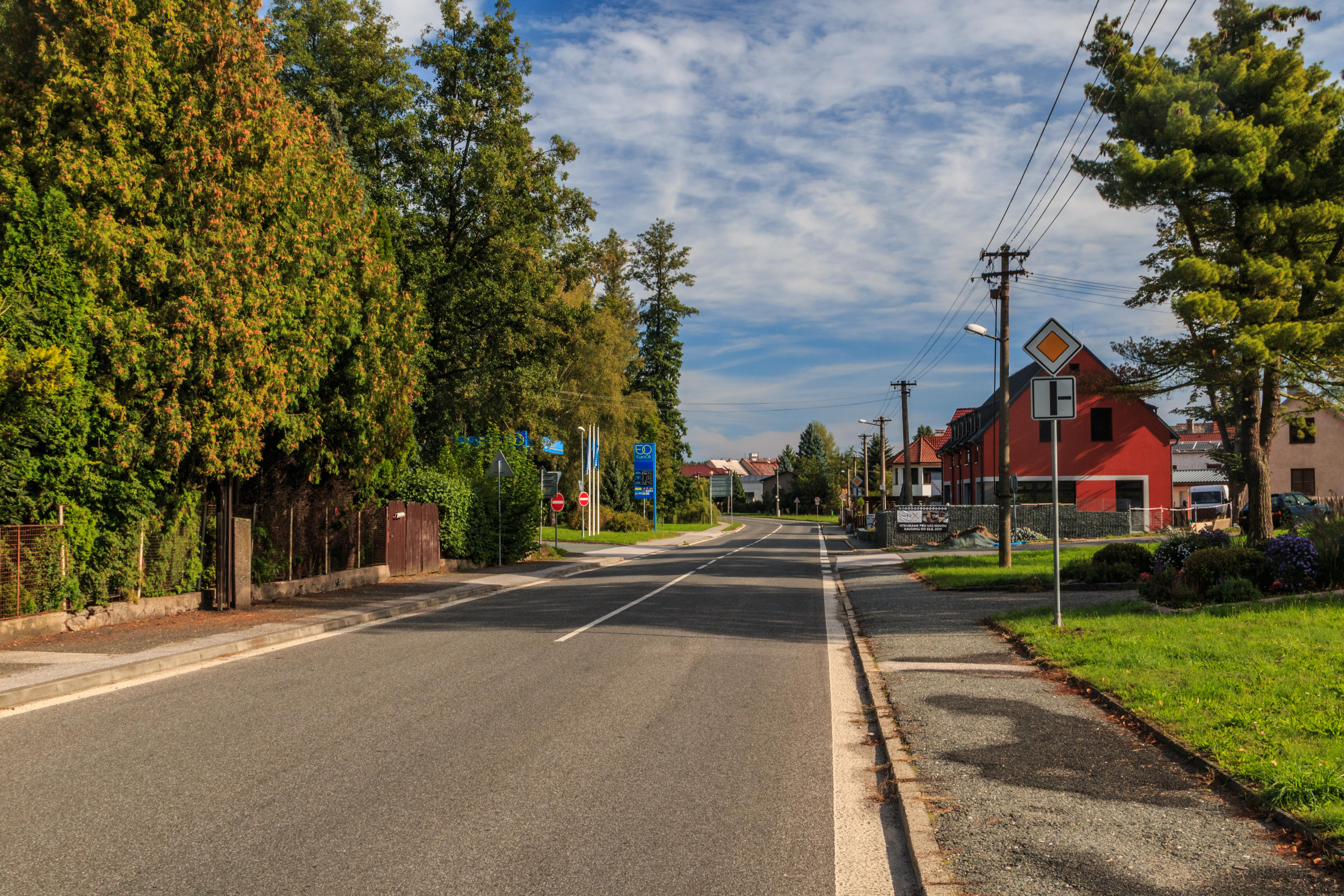
Rue de Borohrádek.

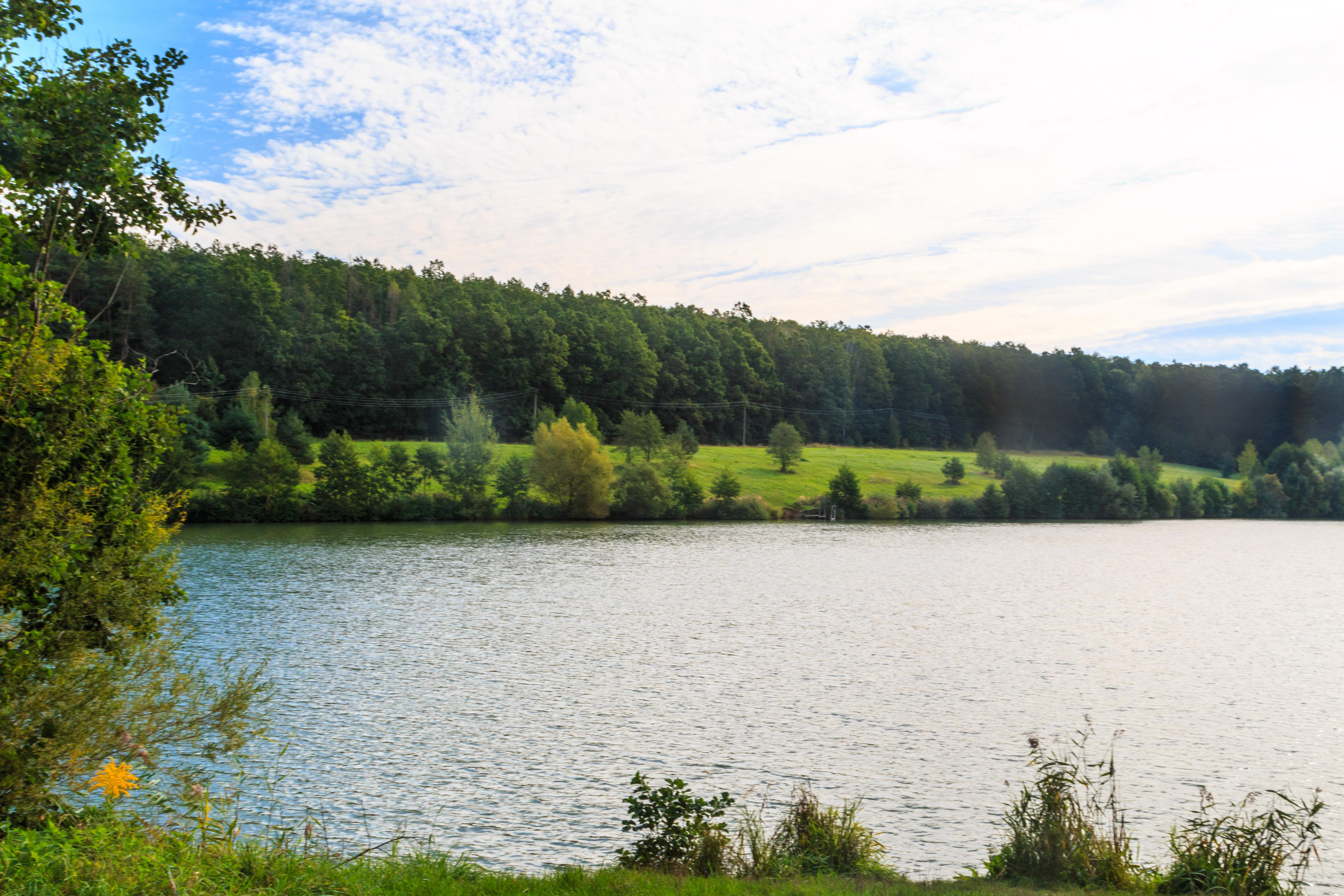
Étang Šromák.
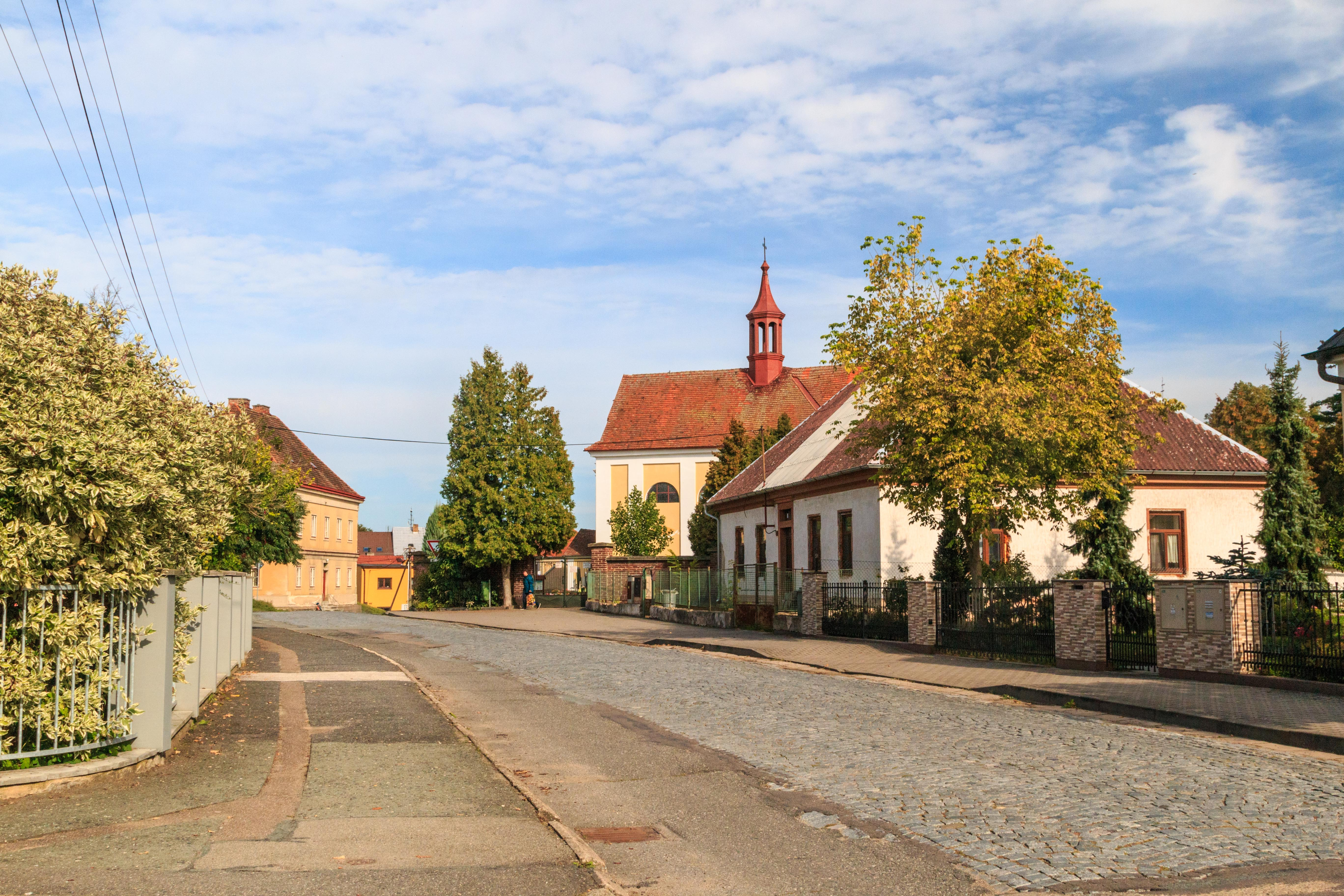
Rue T. G. Masaryka.

## Transports
Par la route, Borohrádek se trouve à 14 km de Kostelec nad Orlicí, à 24 km de Rychnov nad Kněžnou, à 27 km de Hradec Králové et à 140 km de Prague. 